# Diocese da Macedônia
A Diocese da Macedônia (português brasileiro) ou Diocese da Macedónia (português europeu) foi uma diocese do período final do Império Romano localizada na região da Macedônia. Subordinada à prefeitura pretoriana da Ilíria, sua capital era Tessalônica.

## História
A diocese foi formada provavelmente durante o reinado de Constantino I (r. 306-337) a partir da repartição da Diocese da Mésia, que fora criada durante as reformas de Diocleciano, reunindo diversas províncias: 
- Acaia (Achaea)
- Creta
- Novo Epiro (Epirus Nova)
- Velho Epiro (Epirus Vetus)
- Macedônia Prima
- Macedônia Salutar (Macedonia Salutaris ou Segunda)
- Tessália

Juntamente com as dioceses da Dácia e a da Panônia (até 379), formava a prefeitura pretoriana da Ilíria. Quando esta última foi separada da Ilíria e anexada à prefeitura pretoriana da Itália, a capital pretoriana, que era Sirmio, passou a ser Tessalônica.
No século VII, a Diocese da Macedônia foi destruída durante a invasão eslava dos Balcãs.